# إنفنتي بليد
إنفنتي بليد (بالإنجليزية: Infinity Blade) هي لعبة أكشن تقمص الأدوار على نظام آي أو إس طورتها تشاير إنترتينمت (بالإنجليزية: Chair Entertainment) ونشرتها إيبك غيمز. صدرت اللعبة في 9 ديسمبر 2010. هي أول لعبة آي أو إس تستخدم أنريل إنجن 3 والأسرع مبيعًا في أول أربعة أيام حيث باعت 271,424 نسخة.

## بيئة اللعب
اللعبة تعتمد على طريقة سرد القصة بشكل متكرر، حيث يصعد اللاعب في قصر مرة بعد الأخرى للقتال مع الملك الخالد. في بداية اللعبة سيقتل الملكُ الخالد اللاعبَ بعد ذلك يأخذ اللاعب خط أسلافه في محاربة الملك الخالد، هذه الدورة في القصة تتابع في كل مرة يفشل اللاعب في القضاء على الملك الخالد. وبعد كل دورة تزداد قوة مساعدين الملك. يتحرك اللاعب بواسطة أسهم توجد على الشاشة.

## روابط خارجية
- إنفنتي بليد على موقع IMDb (الإنجليزية)